# 慶興駅
慶興駅（キョンフンえき、경흥역）は、朝鮮民主主義人民共和国咸鏡南道新興郡に位置する新興線の駅である。

## 隣の駅
新興線
東興駅 - 慶興駅 - 松下駅